# Geo Meneses
Georgina Meneses García conocida como Geo Meneses (22 de marzo  de 1974 en Oaxaca de Juárez, México), es una cantante mexicana de música tradicional combinando música mexicanal, boleros, sones istmeños, huapangos, blues, world music y el jazz. Con una sólida formación académica, en el Instituto Mexicano de la Música, Conservatorio Nacional de Música, Escuela Nacional de Danza, Taller de Teatro Manolo Fábregas, Escuela de Teatro y Técnicas de televisión Patricia Reyes Espíndola, así como su técnica vocal con los prestigiados maestros del canto, Manuel Peña (México) y Marlon Saunders (New York), GEO Meneses ha llevado su arte a los más relevantes escenarios de todo el país, así como de América Latina, Europa y Asia, contribuyendo a difundir el arte, la cultura y las tradiciones de México así como de la rica tierra que la vio nacer: Oaxaca, su origen y principio, todo ello cimentado en sus Nueve Producciones Discográficas Independientes imprimidas de sensibilidad, talento y fuerza interpretativa, en las cuales GEO Meneses le ha rendido tributo a un puñado de los más reconocidos compositores mexicanos, que en su momento fueron reconocidos como Gloria Nacional de nuestro país, por haber sido pioneros de la Época de Oro de la canción Tradicional y Popular Mexicana. El trabajo musical de GEO Meneses conlleva un valor testimonial muy significativo, pues redescubre a estos Compositores para mostrarlos a las actuales y futuras generaciones como un símbolo de identidad. Sus Discos, han traspasado la identidad nacional y han sido aclamados en España, Italia, Portugal, Filipinas, Sudeste Asiático; así como algunos Países de Centro y Sudamérica donde GEO Meneses ha llevado a través de su voz la magia y misticismo de nuestras tradiciones.

## Biografía
Georgina Meneses, nació en la Ciudad de Oaxaca, es hija de Eulogio Meneses Lezama y Linda García. A los 3 años de edad vino a la Ciudad de México con su madre a causa de la separación de sus padres. Desde niña admiró el esfuerzo de su madre que hacía para sacarla adelante trabajando doble turno como maestra de Educación Primaria, careció la presencia de su padre a quien conoció siendo adulta. 
A los 8 años decide comenzar su formación musical estudiando teatro y danza clásica, posteriormente estudió piano en el Conservatorio Nacional de Música en la Ciudad de México. 
El 19 de septiembre de 1985, cuando apenas tenía 11 años fue víctima del un terremoto que cimbró la Ciudad de México, dejándola sin casa y todo lo que poseía. Geo Meneses encontró a maravillosas personas que excavan la tierra con sus propias manos para buscar a sobrevivientes debajo de los escombros, personas que ni siquiera conocían y que habla del amor a la vida, a partir de ese momento, ella decidió explorar su lado espiritual y proponerse como tarea ayudar a los demás.
En la secundaria, cuando tenía 13 años participa en un concurso de canto, donde ganó el primer lugar, ahí descubre que se quiere dedicar al canto profesionalmente. En diversas ocasiones llegaba a participar cantando en algunas festividades de la escuela, convirtiéndose en la cantante oficial de su colegio. Mientras que su mamá desarrollaba su amor al canto en un coro de adultos en el Distrito Federal.
A los 15 años empezó a cantar profesionalmente en un restaurante en la calle de Brasil, para poder ayudar a su madre, poco a poco se fueron presentando diversas oportunidades. A esa edad conoce a Omar Guzmán en un concierto de piano, Geo Meneses se propone que él participará con ella en un disco, convirtiéndose en cuatro discos posteriormente. 
En noviembre de 1998, sale a la venta de forma independiente su primer disco: “Porque así tenía que ser”, una recopilación de 10 temas de la época de oro del bolero, de la cual obtuvo distintos reconocimientos en México y Estados Unidos.  En 1999 recibió el reconocimiento de visitante distinguida en la ciudad de Buenos Aires, Argentina por su labor de rescatar la música tradicional mexicana e impulsar la cultura de su país.
En diciembre del 2000, sale a la venta de forma independiente su segundo disco: “Hasta hoy estoy contigo”, en el cual hace una recopilación de 10 temas del compositor itsmeño Jesús Rasgado. En septiembre del 2001, sale a la venta de forma independiente su tercer disco: “Ausencia”, con 11 temas del autor Ignacio Fernández Esperón “Tata Nacho”. En julio del 2003, sale a la venta de forma independiente su cuarto disco: “De la farra y del dolor”, con 11 temas evoca al autor oaxaqueño Álvaro Carrillo.
El 6 de mayo de 2005, en la Plaza de la Danza, Oaxaca, Geo Meneses recibió cordialmente a Pablo Milanés dentro de las Fiestas de Mayo "Humanitas", compartiendo escenario con dicho cantautor. En noviembre de ese mismo año, sale a la venta de forma independiente su quinto disco: “Tö´k aaj tö’k joot” (Con todo el corazón), acompañada por la Banda filarmónica de Santiago Zacatepec (32 músicos), con 12 temas de música tradicional oaxaqueña. En el 2006, sale a la venta de forma independiente su sexto disco: “Amuleto contra mal de amores”, este disco surge por una serie de conciertos que se dio en Filipinas con 13 canciones clásicas de la cultura popular mexicana, aquí muestra Geo Meneses una manera diferente de interpretar las canciones y da un giro a su carrera.
En el 2008, sale a la venta de forma independiente su séptimo disco: “Dosis de Placer”, con 13 temas de compositores contemporáneos como: Rafael Mendoza, Héctor Díaz, Armando Rosas, Silvina Garré, Víctor Heredia, León Gieco y Gerardo Peña, por primera vez, hace una mezcla de ritmos de pop, jazz y blues. 
El 18 y 19 de septiembre de 2009, Geo Meneses y la cantante andaluza Martirio, fundieron sus voces en el concierto “Alma con Alma”, que se llevó a cabo en el centenario Teatro Macedonio Alcalá. En ese mismo año, fue designada Ciudadana Distinguida, por el gobierno municipal de Oaxaca. El 20 de marzo de 2010, también en el centenario Teatro Macedonio Alcalá, compartió escenario con el cantautor argentino Víctor Heredia.
En el 2011, sale a la venta de forma independiente su octavo disco: “Alma de México”, dividida en 2 discos, el primero con 13 temas, acompañada por la Banda Sinfónica “Ándale Chiquito” (180 músicos), con participación especial de Celso Duarte. El segundo disco contiene 7 remixes, donde participa con 2 temas con la Banda Bastön.
En este año saldrá, a la venta de forma independiente su noveno disco: “Rojo Corazón”.

## Trayectoria

### En México
Su experiencia profesional está avalada por presentaciones en vivo en los más reconocidos Festivales Culturales. Resultaría demasiado insertar aquí todos los Conciertos ofrecidos por Geo Meneses a lo largo del país, para abreviar solo se mencionan algunos:
- “Festival Internacional Cervantino (2 ediciones).
- “Festival Internacional de Arte y Cultura Metepec Quimera (3 ediciones).
- “Concierto Alma de México, acompañada por 4 Bandas de Viento. En el FIC y Ciudad de Oaxaca.
- “Expo Soundcheck México 2009.
- “Festival Cultural Viva la Banda, Acámbaro, Guanajuato.
- “Concierto Alma con Alma, canta con la Andaluza Martirio.
- “Concierto Razón de Vivir, canta con Víctor Heredia.
- “Festival Internacional de las Culturas en Resistencia Ollin Kan,
- “Festival Internacional de Puebla (2 ediciones)
- “Festival Humanitas en la Ciudad de Oaxaca, canta con Pablo Milanés
- “Festival Cultural Universidad de la MIxteca (3 ediciones)
- “Festival Cultural en la Universidad del Mar.
- “Festival Cultural Universidades del Papaloapan.
- “Festival Cultural Universidad Pedagógica Nacional
- “Expo Presencia de Oaxaca en la Ciudad de México (tres ediciones)
- “Expo Presencia de Oaxaca en Monterrey.
- “Festival Cultural Nezahualcóyotl Texcoco (2 ediciones)
- “Festival Mujeres en el Cine y la Televisión.
- “Conciertos por la No Violencia hacia mujeres, niñas y niños. (Cinco años consecutivos) Zócalo de la Ciudad de México”. México D.F.
- “Primer Festival de la Polka Guanajuatense.- Villagrán, Gto.
- “Fiestas de Mayo en Oaxaca.- Oaxaca, Oax.
- “Feria Anual,. Nochixtlán, Oax.
- “Festival Martes de Brujas.- Xoxocotlán, Oax.
- “Concierto Bajo el Laurel (Varias Presentaciones) Centro Histórico de Oaxaca.
- “Concierto por la Convivencia. Auditorio Guelaguetza, Oaxaca.Oax.
- “Concierto Voces de Mujeres.Voces por la Igualdad . Delegación Ixtacalco, D.F.
- “Festival Cultural Alfonso Ortiz Tirado, Alamos, Sonora (2 invitaciones)
- “Festival de Oaxaca.- En el 482 Aniversario de Oaxaca de Juárez, Oaxaca.
- “Día de Muertos en Zaachila, Oaxaca.

entre otros...

### En el Extranjero
Fuera de nuestro país Geo Meneses contribuye a difundir el arte, la cultura y tradiciones de México, recorriendo con gran éxito escenarios de Europa: (España) Madrid, Barcelona, Sevilla, Aranjuez, Huelva, Zaragoza, Santiago de Compostela (en esta Ciudad inauguró la Exposición Mundial de Frida Kahlo, con música en torno a esta artista de la plástica mexicana).(Italia) Florencia y Bérgamo y Milán. Lisboa, Faro, Loulé y Cintra en Portugal. Filipinas, en el Sudeste Asiático; así como algunos Países de Centro y Sudamérica.

### Presentaciones en TV, radio, internet y prensa
- “Canciones de la Tierra” – TV UNAM
- “Festival Ollin Kan” – TV UNAM
- “Programa Animal Nocturno”- TV Azteca
- “Noticias22” - Canal 22 – CONACULTA
- “Ensalada Cesar” – Canal 22 – CONACULTA
- “Canal 9” - CORTV
- “Programa HOY” – Televisa
- “Antena 13”- TV Española
- “Fernanda Familiar” – Radio
- “La Hora Nacional”  – Radio
- “Noticiero con Sergio Sarmiento, W radio” – Radio
- ”Radio Educación” – Radio
- “Radio Universidad de Oaxaca” – Radio
- “Tonolex.wordpress.com” - Internet
- “Oaxacalifornia.com” - Internet
- “Nss Oaxaca” - Internet
- “La Jornada” – Prensa
- “Diario Noticias” – Prensa
- “Diario Despertar de Oaxaca” – Prensa
- “Revista Sound Chek” – Prensa
- “Revista Mujeres” – Prensa

GEO Meneses ha colaborado dentro del ámbito televisivo produciendo Programas como el que realizó para la TV Oaxaqueña, DE LA FARRA Y DEL DOLOR, Programa Temático muy interesante, llevando ella la Producción, guiones y conducción del mismo, este Programa duró un año con una audiencia considerable, pero por motivos de giras en el extranjero, la artista tuvo que suspenderlo.
De igual manera produjo para la TV EDUCATIVA, la Serie TESTIMONIOS DEL ALMA, que salió al aire con mucho éxito.

## Discografía

### Álbumes de estudio
- 1998: Por que así tenía que ser
- 2000: Hasta hoy estoy contigo
- 2001: Ausencia
- 2003: De la farra y del dolor
- 2006: Tö'k Ajj Tö'k Joot... Con todo el corazón
- 2007: Amuleto contra el mal de amores
- 2008: Dosis de placer
- 2011: Alma de México
- 2015: Rojo Corazón

## Filmografía
| Vídeos - El amuleto (2006) - El cascabel (2006) - Serenata sin luna (2007) - El otoño (2007) - Síndrome de amor (2008) Series - Testimonios del alma (2007) - De la farra y del dolor (2005) Documentales - Voces de la tierra (2009) |

## Labor Humanitaria
No podemos pasar por alto el significativo trabajo humanitario que Geo Meneses realiza desde los inicios de su carrera, un trabajo de relevancia poniendo su arte al servicio de las necesidades que aquejan a distintos sectores de la población en condiciones de alta marginación. Dentro de estas actividades se encuentran las siguientes:
- “NIÑOS CON HEMOFILIA, SECTOR TABASCO:” Concierto a beneficio de los niños que padecen hemofilia; con lo recaudado se adquirió un refrigerador especial para el cuidado de las vacunas contra esta enfermedad. Villahermosa, Tabasco, México.

- “CANTA A NIÑOS ENFERMOS:” Con el deseo de llevar un poco de distracción a niños enfermos, GEO Meneses prepara un repertorio especial y visita diversos hospitales para cantarle a los niños, convive con ellos y trata de que esos momentos sean inolvidables y lleven un poco de alegría a estos pequeños.- Villahermosa, Tabasco.

- “UNA CANCIÓN POR UN JUGUETE:” Concierto que ofrece a cambio de que el público, en lugar de pagar la entrada, lleve un juguete nuevo, más tarde GEO Meneses los reparte entre niños que habitan en zonas de alta marginación. Oaxaca, Oax.

- “CONCIERTO A BENEFICIO DEL HOSPITAL CIVIL - DR. AURELIO VALDIVIESO -:” Con lo recaudado GEO Meneses dotó a este Hospital de material quirúrgico para neurocirugía y ginecología. Oaxaca, Oax.

- “COLEGIO DE PEDIATRÍA DEL ESTADO DE OAXACA, A.C.” Concierto a beneficio del colegio de pediatría, en el que se llevó a cabo la firma de un convenio entre GEO Meneses y este Colegio, a favor de que los niños de escasos recursos y sobre todo aquellos que se encuentran en zonas marginadas, pudieran tener atención médica especializada, de manera gratuita.

- “MUJERES VÍCTIMAS DE VIOLENCIA INTRAFAMILIAR:” Ha realizado brigadas en las que acompañada de artistas, psicólogas, asesoras legales y médicos, visita a mujeres de poblaciones marginadas que son víctimas de la violencia, atendiendo de manera particular cada uno de los casos e invitando a las familias a procurar una convivencia de paz y tranquilidad. Istmo de Tehuantepec, Oax.

- “PROYECTOS EDUCATIVOS – ARTÍSTICOS – CULTURALES, EN LA SIERRA MIXE ZAPOTECA:” Geo Meneses, llevó a Nativitas Coatlán un proyecto educativo y cultural para beneficio de la población, allí se alfabetizó a mujeres y hombres en edad adulta y se regularizó a niños y jóvenes. Además se les impartieron talleres de reciclado de papel, baile floklórico, música, se les enseñó a jugar ajedrez y se formó un coro de niños.Los costos de este proyecto que duró 12 meses, fueron absorbidos en su totalidad por GEO Meneses. Nativitas Coatlán, Tehuantepec, Oax.

- “CASA DE LOS ABUELOS:” Preocupada por el abandono que sufren las personas de la tercera edad, GEO Meneses promovió y participó en la construcción de una casa para ancianos abandonados, cuya apertura se llevó a cabo en noviembre del 2004. Sto. Domingo Tehuantepec, Oax.

- “UN CANTO POR LA ELIMINACIÓN DE LA VIOLENCIA HACIA MUJERES NIÑAS Y NIÑOS:” Con la firme convicción de que la música fomenta la reflexión y la esperanza y al mismo tiempo viéndola como medio para afrontar problemas individuales o colectivos, GEO Meneses eleva año tras año un canto por la vida, por la paz y por la No violencia hacia las mujeres, las niñas y los niños, con un repertorio acorde con estos temas. Estos Conciertos se dieron por cinco años consecutivos en el Zócalo de la Ciudad de México. Ciudad de Oaxaca, Tlaxcala y otros Estados.

- “MUJERES QUE PADECEN CÁNCER CÉRVICO UTERINO Y CÁNCER DE MAMA:” en la zona Huave: La falta de acceso a los servicios de análisis y tratamiento adecuados de uno de los tipos de cáncer más prevenible, detectable y tratable, se ha convertido en una causa importante de mortalidad entre las mujeres, particularmente en las mujeres que viven en zonas marginadas, en este sentido GEO Meneses tramitó ante las instancias de salud la atención médica, así como tratamiento y medicamentos para un grupo de mujeres de la Zona Huave, en el Estado de Oaxaca.

- “FONOTECA - ABEL CONTRERAS -:” Con la intención de que los jóvenes tuvieran un espacio donde elegir qué música escuchar, GEO Meneses creó la Fonoteca “ABEL CONTRERAS” un lugar dotado de música de todo el mundo con los medios necesarios para ser reproducida y escuchada por todo aquel que así lo quiera. Tehuantepec, Oax.

- “AYÚDAME A LLEGAR A MI ESCUELA:” Geo Meneses ofreció un Concierto a beneficio de niños de zonas marginadas en, donde con lo recaudado se compraron bicicletas para aquellos niños que viven en zonas alejadas de los centros educativos y que en su mayoría caminan hasta dos horas para llegar a su Escuela. Oaxaca, Oax.

- “ESTANCIA FRATERNIDAD:” Geo Meneses Tramitó ante las autoridades correspondientes, la ampliación de la Estancia Fraternidad, lugar que alberga a cientos de personas de escasos recursos que llegan a la capital del Estado para recuperar su salud y/o atender a sus enfermos. De igual forma año tras año Geo Meneses apoya con Despensas a esta Instituciòn. Esta Estancia se mantiene gracias a la sensibilidad de quienes aportan un donativo para su subsistencia. Oaxaca, Oax.

- “REFORESTACIÓN DE LA SIERRA SUR:” Geo Meneses apoyó económicamente a los representantes del proyecto AIRE AGUA Y VIDA para ayudarlos en su tarea de reforestación de sus bosques. A la fecha, han reforestado más de 10 mil hectáreas. San Miguel Suchixtepec, Oax.,

- “LUCHA CONTRA LA HOMOFOBIA:” Geo Meneses es vocera en la campaña contra la Homofobia en la que se pretende el respeto a las diferencias para la creación de un entorno más amoroso y armonioso en el que todos convivamos con respeto. Oaxaca, Oax.

- “CARCEL DE MUJERES:” Año tras año, GEO Meneses visita, les canta y dona despensas a las mujeres que se encuentran detenidas en la Cárcel para Mujeres. Ixcotel, Oax.

- “ASILO DE ANCIANOS MUNICIPAL:” Geo Meneses, ofrece Conciertos y lleva despensas en época navideña a los ancianos del Asilo Municipal. Oaxaca, Oax.

- “SILLAS DE RUEDAS, DIALISIS, MEDICAMENTOS:” La labor humanitaria de Geo Meneses para con los enfermos es prioritaria, pues constantemente apoya en la compra de sillas de ruedas, diálisis, prótesis, así como aquellos medicamentos que le son solicitados por personas de escasos recursos.

- “ALIMENTOS PARA LA ZONA TRIQUI:” Cuando se lo solicitan, Geo Meneses apoya en la compra de maíz, frijol y artículos de primera necesidad para la población Triqui que se encuentra en un grado de extrema pobreza. Cieneguilla Copala, Juxtlahuaca, Oax.

- “NIÑOS CON CÁNCER DEL HOSPITAL CIVIL - DR. AURELIO VALDIVIESO -.” A petición del Voluntariado del Hospital Civil “Dr. Aurelio Valdivieso”, Geo Meneses ofreció un Concierto a beneficio de los niños que padecen cáncer, pacientes de este Hospital, cuya finalidad fue recaudar fondos para que estos niños pudieran continuar con su tratamiento, ya que por vivir en comunidades alejadas, los padres no podían trasladarse a la ciudad de Oaxaca, por carecer de recursos económicos. Además con parte de lo recaudado se hicieron algunas mejoras al área que ocupan estos pequeños. Oaxaca, 2012.

- “NIÑOS CON HEMOFILIA. - Concierto a beneficio de Niños que padecen hemofilia -:” Con la finalidad de brindar mejores condiciones de vida a estos enfermos, cuyo tratamiento es sumamente costoso. Dado con un éxito sin precedentes, en el Teatro Macedonio Alcalá.-Oaxaca, Oax. Oaxaca, 2013.

En 2005 fundó  Georgina Meneses producciones  es su sello discográfico independiente. Geo Meneses ha apoyado diversos proyectos musicales y culturales de comunidades indígenas del Estado de Oaxaca entre los que se destacan la participación que tuvo con la banda de música de Santiago Zacatepec en la sierra mixe de Oaxaca titulado Tö'k Ajj Tö'k Joot (del idioma mixe: Tö'k Ajj Tö'k Joot  ‘Con Todo el Corazón’), la cual solo había grabado un solo disco en sus casi 100 años de existencia, en este trabajo se involucró como productora, además de interpretar canciones en lengua mixe. También ha tenido participaciones en proyectos de artistas como: Omar Guzmán, Héctor Infanzón, Mario Carrillo, Celso Duarte y Víctor Heredia.
Actualmente su discografía cuenta con nueve grabaciones de estudio, mediante los cuales ha colaborado promoviendo e impulsando el talento de artistas oaxaqueños.

## Premios y reconocimientos
Geo Meneses cuenta con innumerables reconocimientos otorgados tanto por su trabajo en el arte como por su labor humanitaria, dados éstos en cada uno de los escenarios donde ha llevado su canto y en eventos a propósito de su labor social. Solo se mencionan algunos:
- “EL CHIMALLI DE ORO. GEO Meneses.-

PUBLICACIONES FERNANDEZ PICHARDO, S.A. DE C.V. Editora de El IMPARCIAL, en su 50 Aniversario otorgó el Chimalli de Oro a Georgina Meneses, por su gran sensibilidad artística y aportación a la Música Oaxaqueña. Por acrecentar nuestro acervo cultural llevando a escenarios tanto de nuestro país, como del extranjero la magia y Colorido de nuestras raíces. El Chimalli de Oro es una réplica de un escudo guerrero de la cultura mixteca, fue escogido para este Reconocimiento no solo por su belleza y profunda fuerza mítica y espiritual, sino porque en la cosmogonía de nuestro pueblo indígena, denota además fuerza, valor y perseverancia. Oaxaca, Oax. Noviembre, 2001.
- “COLEGIO DE PEDIATRÍA DEL ESTADO DE OAXACA.-

Extendió el presente RECONOCIMIENTO a la Cantante Georgina Meneses por la Labor Altruista que realiza en beneficio de la niñez Oaxaqueña y al apoyo fraterno que brinda a la Pediatría del Estado de Oaxaca. Junio del 2003.
- “ARANJUEZ ESPAÑA. LA ASOCIACION ARTISTICA Y CULTURA EPIDAURUS.-

Otorgó el presente RECONOCIMIENTO a la Cantante Mexicana Georgina Meneses, por su participación y colaboración en la Inauguración de la Primera Edición de la FIESTA DE LA HISPANIDAD, ENCUENTRO DE DOS MUNDOS. Celebrada los días 11 y 12 de octubre del año 2003.
- “SERVICIOS DE SALUD OAXACA.-

Otorgaron el presente RECONOCIMIENTO a la Cantante Georgina Meneses, por su labor altruista en beneficio del Hospital Civil DR AURELIO VALDIVIESO, acciones que benefician directamente a la población más desprotegida del Estado, que acude en demanda de atención médica.- 13 de abril de 2003.
- “UNIVERSIDAD TECNOLOGIA DEL ISTMO DE TEHUANTEPEC.-

Otorgó el presente RECONOCIMIENTO a la Cantante Georgina Meneses, por el apoyo en el Concierto de Gala de la III Semana de la Cultura Zapoteca.- junio del 2004.
- “GALERIA PLAZA DE LAS ESTRELLAS.-

Otorgó Galardón Especial de Honor, a la Cantante Georgina Meneses, por ser una de las grandes exponentes de la Música Mexicana.-PASEO DE LAS LUMINARIAS. México, D.F. Septiembre 2004.
- “UNIVERSIDAD DEL MAR.-

Otorgó el presente RECONOCIMIENTO a la cantante Georgina Meneses, en agradecimiento al Concierto ofrecido a la Comunidad Universitaria en el Campus Puerto Escondido. Puerto Escondido Oaxaca, 2004.
- “AGENCIA MUNICIPAL DE PUERTO ESCONDIDO.-

Otorgó el presente RECONOCIMIENTO a la cantante Georgina Meneses por su destacada participación e invaluable apoyo en la Clausura de las FIESTAS DE NOVIEMBRE en Puerto Escondido Oaxaca. 28 de noviembre de 2004.
- “EMBAJADA DE MEXICO EN FILIPINAS.-

La Embajada de Mëxico en Filipinas, otorgó el presente RECONOCIMIENTO a la Cantante Mexicana Georgina Meneses, por su extraordinaria participación en los Festejos Conmemorativos del 195 Aniversario de la Independencia de México. Septiembre 2005.
- “LA UNIDAD DE MEDICINA TRADICIONAL Y ALTERNATIVA DEL ESTADO DE OAXACA.-

Tuvo el honor de haber entregado el Reconocimiento a Georgina Meneses, por su valiosa participación en el Festival Bichaaga do 2005.
- “EL HONORABLE AYUNTAMIENTO CONSTITUCIONAL Y LA BANDA FILARMONICA DE SANTIAGO ZACTEPEC MIXE.-

Otorgaron el RECONOCIMIENTO A LA CANTANTE OAXAQUEÑA GEORGINA MENESES, por su invaluable apoyo a la Banda Filarmónica de Santiago Zacatepec Mixe, que hizo posible la grabación de su Primer Material Discográfico y la presentación de nuestra riqueza musical en importantes escenarios de la República Mexicana, donde la artista promovió desinteresadamente y sin fines de lucro a nuestra Banda. Mayo 2006
- “EL LAUREL DE ORO AL MERITO ARTÍSTICO.-

La cantante GEO Meneses recibió el Laurel de Oro al mérito artístico por parte de Asociación Nacional de Locutores, como reconocimiento por su destacada y amplia trayectoria profesional en el mundo de la música, así como por su labor humanitaria. México Distrito Federal.
- “MUJERES EN EL CINE Y LA TELEVISIÓN.-

Reconocimiento a GEO Meneses por apoyar generosamente la realización de las actividades de difusión y promoción del cine, la televisión y el vídeo, realizado por mujeres de nuestro país. Cineteca Nacional en el Distrito Federal.
- “El H. AYUNTAMIENTO DE ACAMBARO, GTO.-

Otorgó el presente RECONOCIMIENTO a GEO Meneses, por su excelente participación en Acámbaro, dentro de la Apertura Estatal del Festival “VIVA LA BANDA”
- “DÍA INTERNACIONAL DE LA NO VIOLENCIA CONTRA LAS MUJERES.-

El Consejo Estatal para la asistencia y prevención de la violencia intrafamiliar de Tlaxcala, otorga el presente agradecimiento a GEO Meneses, por el apoyo brindado en múltiples ocasiones, a través de su canto, a la eliminación de la violencia contra la mujer. Secretaría del Cultura del Distrito Federal.
- “MOVIMIENTO CIUDADANO PARA LAS MUJERES EN LUCHA CONTRA EL CÁNCER DEL ESTADO DE OAXACA.-

Otorga el presente Reconocimiento a la Cantante Georgina Meneses por su gran apoyo a Mujeres con Cáncer y Sida.- Oaxaca, 14 de junio de 2013.
- “SALUD TLAXCALA. El O.P.D. Salud de Tlaxcala.-

Otorgó el presente RECONOCIMIENTO a GEO Meneses, por su excelente participación y colaboración en la Conmemoración del DÍA INTERNACIONAL POR LA NO VIOLENCIA CONTRA LAS MUJERES Y NIÑAS, a través del Concierto “MARIPOSAS DE NOVIEMBRE”. Tlaxcala, Tlax.
- “H. AYUNTAMIENTO DE GUAYMAS, SONORA.-

Otorgó el presente RECONOCIMIENTO A GEO Meneses, por su brillante actuación en el Festival Internacional DR: Alfonso Ortiz Tirado, Subsede Guaymas.
- “OAXACA VIVE, VIVE OAXACA.-

Otorgó el presente AGRADECIMIENTO A GEO Meneses, por su valioso apoyo y espíritu de servicio en el evento OAXACA VIVE, VIVE OAXACA, presentando un Concierto que realzó este importante Evento.
- “FESTIVAL CULTURAL ZACATECAS 2006.-

EL gobierno del estado de Zacatecas a través del Instituto Zacatecano de la cultura.
- “RAMON LOPEZ VELARDE

Otorgó el presente RECONOCIMIENTO A GEO MENESES, por su destacada participación en el Vigésimo Aniversario del Festival Cultural Zacatecas. Dado el 12 de abril de 2006.
- “LA UNIVERSIDAD TECNOLÓGICA DE LA MIXTECA.-

Otorgó su Reconocimiento a la Cantante Georgina Meneses, por su generosa participación en la Octava Semana de la Cultura Mixteca, efectuada en la Universidad Tecnológica de la Mixteca, en Huajuapan de León, Oaxaca.
- “EMBAJADA DE MEXICO.- MANILA FILIPINAS.-

Otorgó a la cantante mexicana GEORGINA MENESES un especial RECONOCIMIENTO por su bella voz y singular talento y por ser una auténtica Embajadora de la Mùsica Mexicana, misma que quedó plenamente demostrada en sus 5 Conciertos ofrecidos en diferentes Foros de Manila. 21 de noviembre de 2005.
- “EL HONORABLE AYUNTAMIENTO CONSTITUCIONAL Y LA BANDA FILARMONICA DE SANTIAGO ZACTEPEC MIXE

Otorgarón el presente RECONOCIMIENTO A LA CANTANTE OAXAQUEÑA GEORGINA MENESES, por su invaluable apoyo a la Banda Filarmónica de Santiago Zacatepec Mixe, que hizo posible la grabación de su Primer Material Discográfico y la presentación de nuestra riqueza musical en otros lugares de la República Mexicana.Mayo 2006.
- “GOBIERNO DEL DISTRITO FEDERAL - DELEGACIÓN IZTAPALAPA.-

Otorgó el Presente Reconocimiento a Georgina Meneses por su brillante participación en las Actividades Culturales de la Delegación Iztapalapa. Mayo 2006.
- “MUSEO DEL ESTANQUILLO.-

Agradeció la magnífica participación de GEO Meneses en el evento inaugural del Museo del Estaquillo/Colecciones Carlos Monsiváis. Le extendieron una amplia Felicitación por su profesionalismo, especialmente por su voz maravillosa y el original estilo que tiene para interpretar nuestra música mexicana. 21 de noviembre de 2006
- “OAXACA VIVIE, VIVE OAXACA.-

Otorgó el presente AGRADECIIENTO a Georgina Meneses , por su valioso apoyo y espíritu de servicio en el Festival OAXACA VIVE, VIVE OAXACA, dado el 18 de febrero del año 2007.
- “APIS- Fundación para la Equidad.-

Otorgó el presente RECONOCIMIENTO a GEO Meneses por su compromiso social en la campaña ”Amar es tu solidaridad”
- “CONSEJO ESTATAL PARA LA ASISTENCIA Y PREVENCIÓN DE LA VIOLENCIA INTRAFAMILIAR.-

Otorgó el reconocimiento a GEO Meneses, por el apoyo brindado a través de su canto a la eliminación de la violencia intrafamiliar. Oaxaca, Oax. 26 de noviembre de 2008.
- “FESTIVAL INTERNACIONAL CERVANTINO.-

El Festival Internacional Cervantino en su edición 37, otorgó un especial Reconocimiento a la Cantante Geo Meneses, por su brillante participación en este Festival.
- “EL H. AYUNTAMIENTO DE ACAMBARO GTO Y LA SECRETARÍA ESTATAL DE CULTURA.-

Otorgarón el presente reconocimiento a la cantante GEO Meneses, por su excelente participación dentro de la apertura estatal de festival “viva la banda”.
- “CIUDADANA DISTINGUIDA.-

El Honorable Ayuntamiento de Oaxaca de Juárez, otorgó el Reconocimiento de Ciudadana Distinguida a GEO Meneses, en el marco del Día Internacional de la Mujer, se le reconoce su obra artística y su solidaridad en la lucha por los derechos de las mujeres, por su desempeño y trayectoria, ejemplo de tenacidad y esfuerzo, para conseguir lo que ella llama la libertad de vivir, de decidir, de hacer y crecer; así como por su labor altruista. Oaxaca, Oax. 2009.
- “MEXICANAS–MUJERES DE VALOR.-

Reconoce a GEO Meneses por contribuir con su entusiasmo, fortaleza y valor diarios a la edificación de un México mejor; promoviendo la unión, la equidad y los valores, convirtiéndose así en un ejemplo a seguir para las futuras generaciones. Televisa. México, D.F.
- “ASOCIACION DE HEMOFILIA DELEGACION OAXACA.-

Otorgó el Presente Reconocimiento a GEO Meneses, por su magistral actuación altruista, en el Concierto realizado el 26 de noviembre de 2013.
- “UNIVERSIDAD TECNOLOGICA DE TULA HIDALGO y GOBIERNO DEL ESTADO DE HIDALGO.-

Otorgó Reconocimiento a Geo Meneses por su amplia y destacada Trayectoria Artística, tanto nacional como internacional. Dentro del Programa: MUJER, LOS COLORES DE TU VOZ. Pachuca, Hidalgo. Marzo 2014.
- “H. AYUNTAMIENTO DE OAXACA DE JUAREZ, OAX.-

Otorgó a Georgina Meneses (GEO Meneses) el Nombramiento de CIUDADANA DE ANTEQUERA, por su amplia y reconocida Trayectoria Artística así como por su Labor Humanitaria a favor de diversos sectores desprotegidos de nuestro Estado, dado éste dentro del Marco del 482 Aniversario de la Ciudad de Oaxaca. Abril 2014.
- MEDALLA AL MÉRITO EN ARTES 2015, ASAMBLEA LEGISLATIVA DEL DISTRITO FEDERAL

La Asamblea Legislativa del Distrito Federal le otorgó esta distinción por su labor de difusión de la música vernácula oaxaqueña.